# Zimtapfel (Annonaceae), Brotfrucht (Moraceae) und Stachelannone (Annonaceae)
Zimtapfel (Annonaceae), Brotfrucht (Moraceae) und Stachelannone (Annonaceae) (auf englisch: Custard Apple (Annonaceae), Breadfruit (Moraceae) and Soursop (Annonaceae)) ist eine Skulpturengruppe von Veronica Ryan (Jg. 1956), die aus drei hüfthohen Skulpturen aus Bronze und Marmor besteht. Es handelt sich um Kunst im öffentlichen Raum in London, der Hauptstadt des Vereinigten Königreichs.
Die Skulpturegruppe befindet sich am Narrow Way Square in der Nähe des St. Augustine’s Tower im Ost-Londoner Stadtbezirk Hackney. Sie wurde als Denkmal für die Windrush-Generation britischer Afrokariben in Auftrag gegeben, die nach dem Zweiten Weltkrieg nach Großbritannien einwanderten.  Es handelt sich um die ersten dauerhaft im öffentlichen Raum errichteten Skulpturen einer schwarzen Künstlerin im Vereinigten Königreich.
Die Skulpturengruppe wurde am 1. Oktober 2021 enthüllt. Sie stellt tropische Früchte der Karibik dar – Zimtapfel, Brotfrucht und Stachelannone – passend zum nahegelegenen Ridley Road Market.
Ryan sagte über die Arbeit: „Der Ridley Market hier in Hackney ist nach wie vor ein lebendiger Ort, an dem ich schon früh mit meiner Mutter zum Einkaufen ging. Ich gehe jetzt nicht mehr oft auf den Markt, habe mich aber bei meinen letzten Besuchen sehr gefreut, ein paar schöne Stachelannonen und Zimtäpfel zu kaufen.“ Und: „Kulturelle Sichtbarkeit und Repräsentation im öffentlichen Raum sind entscheidend. Ich freue mich sehr, dass meine Skulpturen Teil dieser Anerkennung sind.“
Das Kunstwerk wurde im Rahmen der Black History Season des Hackney London Borough Council von Create London in Auftrag gegeben. Es wurde 2022 mit dem Marsh Award for Excellence in Public Sculpture ausgezeichnet.